# Sisyphos (Apogee)
Sisyphos is het tweede studioalbum van Apogee, de eenmansband rondom Arne Schäfer. Schäfer ging verder op de met The border of awareness ingeslagen weg. Het album is meer toetsengericht dan zijn voorganger, vergelijkingen met muziek van Van Der Graaf Generator, Genesis (periode Peter Gabriel) en King Crimson werden genoemd. Schäfer nam de muziek op terwijl zijn band Versus X bezig was met het album Disturbance. Opnamen vonden plaats in Neu-Isenburg en Mühlheim am Main, woonplaats van Schäfer.
Schäfer trad ook op als hoesontwerper, arrangeur en muziekproducent.

## Musici
- Arne Schäfer – alle muziekinstrumenten

## Muziek
| Nr. | Titel                      | Duur  |
| --- | -------------------------- | ----- |
| 1.  | Switchback (Schäfer)       | 4:35  |
| 2.  | Interference (Schäfer)     | 19:05 |
| 3.  | Cruel jokes (Schäfer)      | 19:16 |
| 4.  | Sisyphos (Schäfer)         | 17:18 |
| 5.  | Colours of light (Schäfer) | 3:38  |